# Hida Takeyuki
Hida Takeyuki (japanisch 飛田 武幸 Hida Takeyuki; * 12. November 1927 in Okazaki; † 29. Dezember 2017 in Tokio) war ein japanischer Mathematiker, der sich mit stochastischer Analysis insbesondere der Stochastik auf unendlichdimensionalen Räumen beschäftigte. Er gilt als der Begründer der White-Noise-Analysis, welche ihm zu Ehren auch als Hida-Kalkül bezeichnet wird.

## Biographie
Hida wurde in Okazaki in der Präfektur Aichi in Japan geboren. Er studierte an der Universität Nagoya Mathematik. Nach seinem Bachelor-Abschluss unterrichtete er für sieben Jahre am Kolleg für Lehrerausbildung der Aichi Gakugei Universität, um seine Geschwister finanziell zu unterstützen. Während dieser Zeit korrespondierte er mit Itō Kiyoshi, bei dem er eine Vorlesung gehört hatte und mit Paul Lévy, dessen Lehrbuch er verwendet hatte. Unter der formalen Anleitung von Itō fertigte er seiner Doktorarbeit an der Universität Kyōto an, wo er 1961 mit einer Dissertation über Gauß-Prozesse promoviert wurde. In der Folge unterrichtete er fünf Jahre lang als Dozent am Yoshida College der Universität Kyōto, bis er als Professor für Mathematik an die Universität Nagoya berufen wurde, wo er bis zu seiner Emeritierung 1991 blieb. Von 2000 an war er auch special professor an der Meijō-Universität.
Hida starb 2017 in einem Krankenhaus in Tokio.

## Ämter und Ehrungen
Hida war Dekan Dean of Science an der Universität Nagoya und später Dean of Science and Technology an der Meijō-Universität.
Für seine wissenschaftlichen Leistungen wurde ihm 1980 der Chunichi Kultur-Preis verliehen und er wurde zum Aoi Citizen der Stadt Okazaki ernannt. Im Jahr 2007 erhielt Hida den Orden Zuihō jūkōshō.
Hida war Chefredakteur der Forschungszeitschrift Infinite dimensional Analysis, Quantum Probability and Related Topics.

## Werke
- Takeyuki Hida: Stochastic Systems: Modeling, Identification and Optimization, I (= Mathematical Programming Studies. Band 5). Springer, Berlin / Heidelberg 1976, ISBN 3-642-00783-X, Analysis of Brownian functionals, S. 53–59, doi:10.1007/bfb0120763 (englisch, umn.edu).
- Takeyuki Hida, Hui-Hsiung Kuo, Ludwig Streit, Jürgen Potthoff: White Noise Analysis: An Infinite Analysis Calculus. In: Springer Verlag (Hrsg.): Mathematics and Applications. Band 253, 1993, ISBN 0-7923-2233-9 (englisch).
- Takeyuki Hida: Brownian Motion. Hrsg.: Springer-Verlag. New York 1980.

### Werke über Hida
- World Scientific (Hrsg.): Selected Papers of Takeyuki Hida. 2001.